# Louis de Félix de Muy
Louis Nicolas Victor de Félix d'Ollières, hrabě de Muy (francouzsky Louis Nicolas Victor de Félix d'Ollières, comte de Muy et de Grignan, chevalier de Muy) (23. září 1711 Aix-en-Provence – 10. října 1775 Versailles) byl francouzský šlechtic, vojevůdce, dvořan a politik 18. století. V armádě sloužil od dětství, díky blízkým vztahům ke královské rodině prodělal rychlou kariéru a bez zvláštních zásluh naknec dosáhl nejvyšší hodnosti maršála Francie (1775). Na počátku vlády Ludvíka XVI. zastával funkci ministra války (1774–1775). Proslul mimo jiné jako mecenáš zeměpisných námořních výprav v Tichomoří a Indickém oceánu.

## Životopis

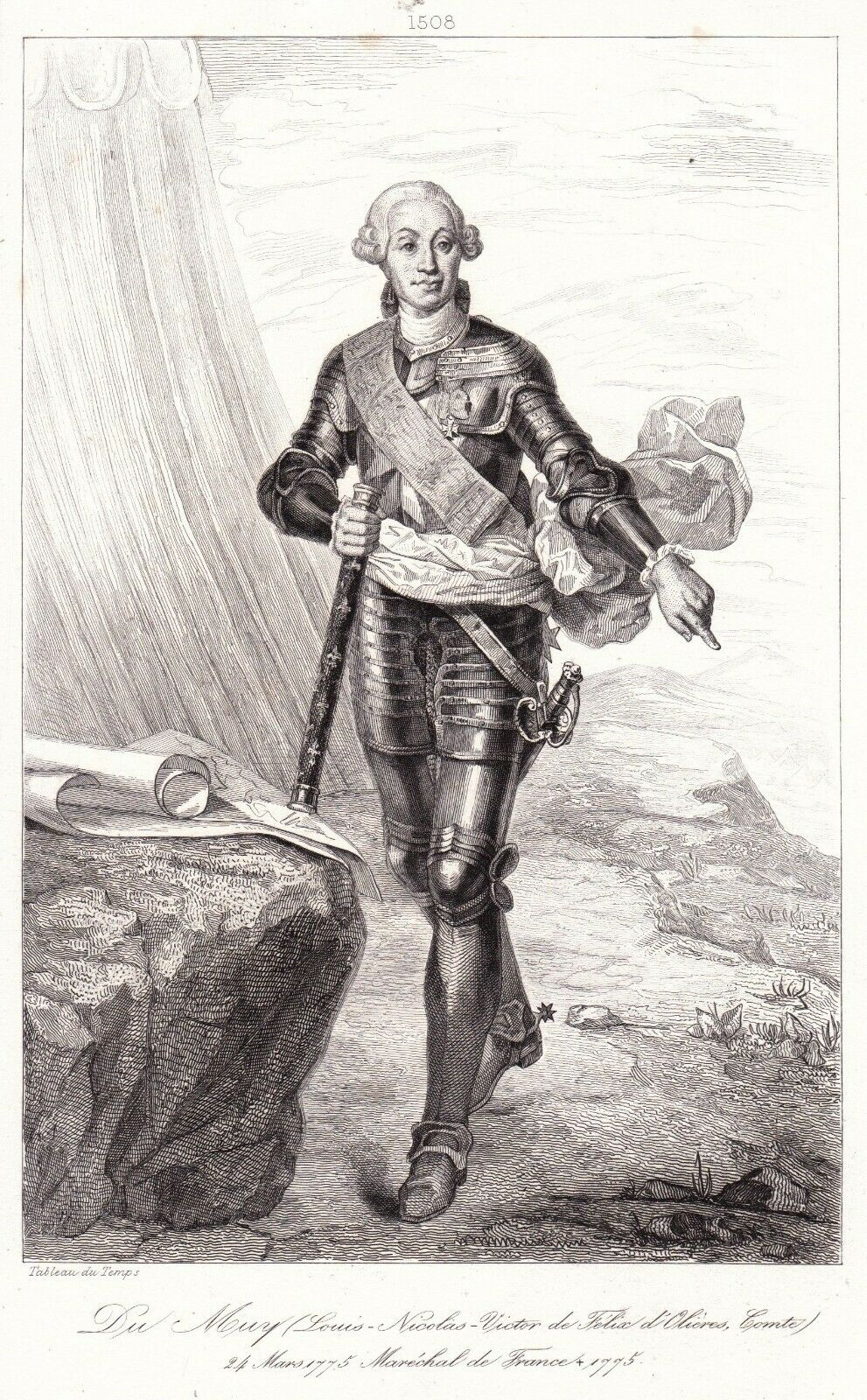
Hrabě de Muy (rytina) z 19. století

Pocházel ze šlechtického rodu z Provence, byl mladším synem Jeana-Baptiste de Félix, markýze de Muy (1670–1759), parlamentního rady v Aix. V armádě sloužil již od devíti let a již v roce 1731 byl plukovníkem. Poprvé aktivně bojoval za války o polské dědictví, kdy se zúčastnil tažení na Rýně. Později rychle postupoval v hodnostech za války o rakouské dědictví, kdy se stal brigádním generálem (1743), poté dosáhl hodnosti maréchal de camp (generálmajor, 1745). Bojoval v bitvě u Fontenoy (1745), poté se pod velením Mořice Saského zúčastnil dalších operací v Rakouském Nizozemí (dnešní Belgie) proti vévodovi z Cumberlandu. V závěru války byl povýšen na generálporučíka (lieutenant-général, 1748). Znovu aktivně bojoval v sedmileté válce, kdy měl funkci generálního proviantmistra záložní armády. S maršálem de Broglie operoval ve Vestfálsku a 29. července 1760 obdržel samostatné velení v bitvě u Warburgu. Toto střetnutí prohrál, přestože měl vůči protivníkovi Ferdinandovi Brunšvickému výraznou početní převahu. Bitva u Warburgu s definitivní platností zastavila dosud úspěšný francouzský postup v severním Německu. Hrabě de Muy v roce 1764 získal Řád sv. Ducha, později se stal také rytířem Řádu sv. Ludvíka.

Erb rodu de Félix de Muy

Od mládí patřil k úzkému okruhu přátel dauphina Ludvíka, předčasně zemřelého dědice Ludvíka XV. Mimo jiné patřil také k blízkým spolupracovníkům dlouholetého ministra války a námořnictva vévody de Choiseul a zasazoval se o udržení francouzských koloniálních zájmů v Indii. Později proslul podporou a finančními příspěvky na zeměpisné výpravy francouzských mořeplavců (Kerguélen, Bougainville) v Indickém a Tichém oceánu. Na počátku vlády Ludvíka XVI. byl v červnu 1774 jmenován ministrem války (Sécretaire de la guerre) s titulem státního ministra (Ministre d'État) (s podporou prvního ministra Maurepase. V březnu 1775 získal nejvyšší armádní hodnost maršála Francie (maréchal de France).. Nedlouho poté ale zemřel na následky nezdařené operace ledvinových kamenů. Na základě poslední vůle byl pohřben po boku svého patrona dauphina Ludvíka v katedrále sv. Štěpána v Sens.
Jeho manželkou byla Marie Antoinette de Blanckart (1730-1803), která byla původně jeptiškou, seznámili se za sedmileté války, ale vzali se až v roce 1774. Manželství zůstalo bezdětné, Marie Antoinette za francouzské revoluce emigrovala, ale později se vrátila a dožila v soukromí ve Francii.